# Hirudiniformes
Hirudiniformes (Щелепні п'явки) — підряд п'явок ряду Безхоботні п'явки (Arhynchobdellida). Складається з 7 родин. Синонім — Gnathobdellae.

## Опис
П'явки великих, рідше середніх, розмірів. Максимальна довжина 12 см. На передньому кінці тіла є 5 пар очей. Рот має 3 хітинові зубчасті пластини, що являють собою потужні щелепи. Звідси походить їхня назва. Слинні залози добре розвинені. Поверхня тіла вкрита великою кількістю дрібних сосочків. У значній частині в середині бокові метамерні канали редуковано, целом представлено черевним і спинним каналами без кровоносних судин (кровоносна система повністю редукована), присутній черевний нервовий ланцюжок. Канали целома приймають на себе харчувальну і дихальну функцію. З боків канали зменшуються, перемежовуються в ботріоїдну тканину, яка складається з клітин, що містять периферичний бурий пігмент, а всередині — жирові та екстреторні гранули. Система периферійних каналів у представників Hirudiniformes найбільш складна з усіх видів свого ряду.
Забарвлення коливається від зеленуватого до чорного кольору з різними відтінками.

## Спосіб життя
Зустрічається в різних водоймах, насамперед прісноводних (озерах, ставках, лиманах, річках) та стоячих, а також є суходольні види. Є ектопаразитом. Живляться кров'ю хребетних; деякі види — хижаки, які нападають на різних безхребетних.

## Розповсюдження
Поширено в північній та південній Америці, Європі, Азії, Північній Африці.

## Родини
- Cylicobdellidae
- Haemadipsidae
- Haemopidae
- Hirudinidae
- Praobdellidae
- Semiscolecidae
- Xerobdellidae

## Медична властивість
Саме переважно представників цього підряду використовують в гірудотерапії — Macrobdella decora, Hirudinaria manillensis, Hirudo medicinalis, Hirudo verbana.